# Antonio Gómez del Moral
Antonio Gómez del Moral (Cabra, 15 de novembro de 1939). Foi um ciclista espanhol, profissional entre 1959 e 1972. Seus maiores sucessos desportivos consistiram em 3 vitórias de etapa na Volta ciclista a Espanha e 1 vitória de etapa no Giro de Itália.

## Palmarés
| 1960 - 1 etapa na Volta a Espanha 1961 - 1 etapa na Volta à Andaluzia 1962 - 1 etapa na Volta a Espanha - Tour do Porvenir 1964 - Volta a Levante 1965 - Campeão de Espanha de ciclismo em estrada - Volta à Catalunha - Circuito de Getxo - Volta a Mallorca | 1966 - 1 etapa na Volta a Espanha - Volta à Rioja - Circuito de Getxo - Troféu Jaumendreu - Clássica de Primavera 1967 - 1 etapa no Giro de Itália - 1 etapa na Volta à Catalunha - Clássica de Primavera - Campeonato de Espanha de Montanha 1968 - Subcampeão do campeonato de Espanha em estrada 1969 - Volta a Andaluzia e 1 etapa - GP Muñecas de Famosa |

## Resultados em Grandes Voltas e Campeonato do Mundo
| Corrida                        | 1960 | 1961 | 1962 | 1963 | 1964 | 1965 | 1966 | 1967 | 1968 | 1969 | 1970 | 1971 | 1972 |
| ------------------------------ | ---- | ---- | ---- | ---- | ---- | ---- | ---- | ---- | ---- | ---- | ---- | ---- | ---- |
| Volta a Itália                 | -    | -    | -    | -    | 20º  | -    | -    | 13º  | -    | -    | -    | -    | -    |
| Volta a França                 | -    | -    | -    | 29º  | Ret  | -    | 11º  | -    | 11º  | Ret  | -    | -    | -    |
| Volta a Espanha                | Ret  | 5º   | 18º  | 8º   | -    | 9º   | 7º   | 19º  | 7º   | Ret  | 23º  | 21º  | 30º  |
| Campeonato do Mundo em estrada | -    | -    | -    | -    | -    | 11º  | -    | -    | -    | -    | -    | -    | -    |